# Star-slægten
Star-slægten (Carex) er en planteslægt, der rummer rigtigt mange arter. De fleste arter er knyttet til våde og næringsfattige habitater. Fælles for dem er følgende træk: Det er flerårige urter med treradet bladstilling og stængler uden opsvulmede knæ. Bladskederne hos mange arter er mere eller mindre skarpt trekantede. Bladene kan være flade og foldede på langs, rendeformede eller trådformede. Bladene hos en del arter har ru rand.
| Beskrevne arter |

| - Nikkende star (Carex acuta) - Kærstar (Carex acutiformis) - Langakset star (Carex appropinquata) - Sandstar (Carex arenaria) - Køllestar (Carex buxbaumii) - Vårstar (Carex caryophyllea) - Tuestar (Carex cespitosa) - Grenet star (Carex chordorrhiza) - Grå star (Carex curta) - Grøn star (Carex demissa) - Trindstænglet star (Carex diandra) - Fingerstar (Carex digitata) - Trevbo star (Carex dioica) - Fjernakset star (Carex distans) - Toradet star (Carex disticha) - Mellembrudt star (Carex divulsa) - Stjernestar (Carex echinata) - Stiv star (Carex elata) - Forlænget star (Carex elongata) - Lyngstar (Carex ericetorum) | - Udspilet star (Carex extensa) - Blågrøn star (Carex flacca) - Gul star (Carex flava) - Hartmans star (Carex hartmanii) - Håret star (Carex hirta) - Skedestar (Carex hostiana) - Jordstar (Carex humilis) - Trådstar (Carex lasiocarpa) - Krognæbstar (Carex lepidocarpa) - Skræntstar (Carex ligerica) - Dyndstar (Carex limosa) - Krum star (Carex maritima) - Bakkestar (Carex montana) - Pigget star (Carex muricata) - Almindelig star (Carex nigra) - Syltstar (Carex otrubae) - Harestar (Carex ovalis) - Bleg star (Carex pallescens) - Hirsestar (Carex panicea) - Topstar (Carex paniculata) | - Fåblomstret star (Carex pauciflora) - Kæmpestar (Carex pendula) - Pillestar (Carex pilulifera) - Knippestar (Carex pseudocyperus) - Loppestar (Carex pulicaris) - Akselblomstret star (Carex remota) - Tykakset star (Carex riparia) - Næbstar (Carex rostrata) - Dværgstar (Carex serotina) - Spidskapslet star (Carex spicata) - Tyndakset star (Carex strigosa) - Skovstar (Carex sylvatica) - Klitstar (Carex trinervis) - Blærestar (Carex vesicaria) - Rævestar (Carex vulpina) |

Fremmede arter, der anvendes i danske haver:
- Brunbladet star (Carex buchananii)
- Morgenstjernestar (Carex grayi)
- Japansk star (Carex morrowii)
- Palmebladstar (Carex muskingumensis)
- Fuglefodstar (Carex ornithopoda)
- Vejbredstar (Carex plantaginea)